# Svarttyglad gulhake
Svarttyglad gulhake (Geothlypis auricularis) är en fågel i familjen skogssångare inom ordningen tättingar.

## Utbredning och systematik
Svarttyglad gulhake delas upp i två underarter med följande utbredning:
- G. a. auricularis – västra Ecuador och nordvästra Peru
- G. a. peruviana – norra Peru

Den kategoriserades tidigare ofta som en underart till svartmaskad gulhake (G. aequinoctialis) men urskiljs allt oftare som egen art.

## Status
Arten har ett stort utbredningsområde och beståndet anses vara stabilt. Internationella naturvårdsunionen IUCN listar den därför som livskraftig (LC).